# Ostercappeln
Ostercappeln es una municipalidad en el distrito de Osnabrück, en la Baja Sajonia (norte de Alemania).
Se encuentra en el Wiehengebirge, aproximadamente a 15 km al noreste de la ciudad de Osnabrück.

## Personalidades
- Johann Ernst von Hanxleden (1681-1732), jesuita, orientalista y misionero en la India
- Johannes Heinrich Beckmann (1802-1878), obispo de Osnabrück
- Ludwig Windthorst (1812-1891), político
- Paramadvaiti Swami (1953-), líder religioso
- Sabine Bulthaup (1962-), comunicadora y actriz